# Fuerte romano de Housesteads

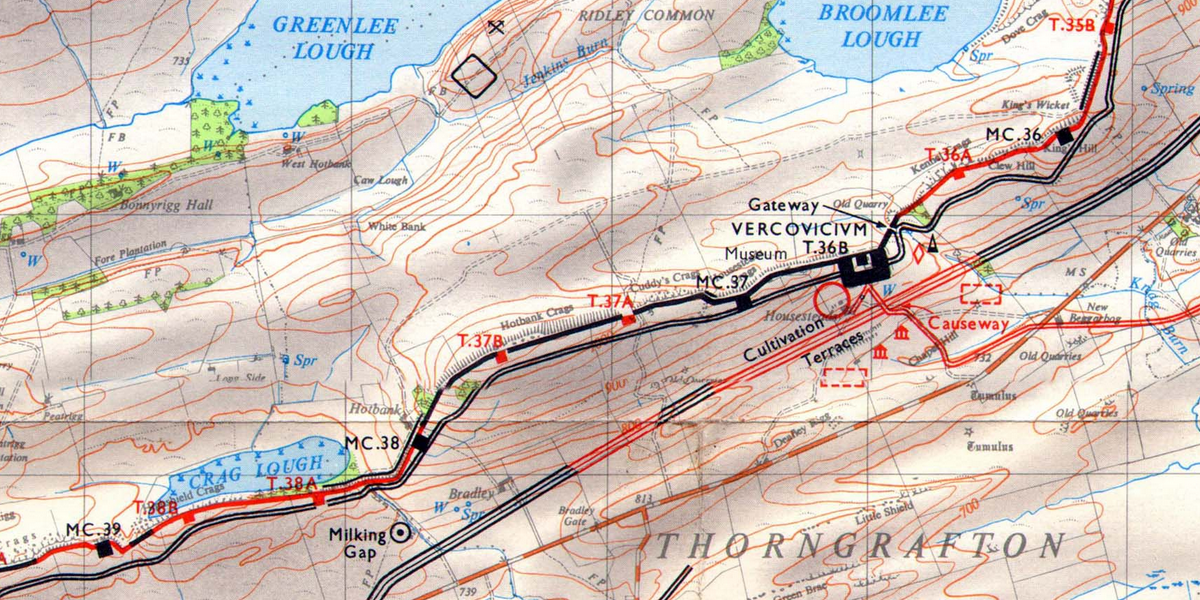
Vercovicium (mapa de la Ordnance Survey de 1964)

El Fuerte romano de Housesteads era un fuerte auxiliar (castellum) situado en el condado de Northumberland (noreste de Inglaterra), en la parroquia civil de Bardon Mill, cerca de Hexham. Formaba parte de la cadena de fortalezas que componían el Muro de Adriano y aseguraba su sección central. Ocupa una posición estratégica sobre el risco de Whin Sill, un cuerpo tabular de dolerita por el que discurre el Muro, y domina un paisaje de colinas escasamente pobladas. Se encuentra a 8 km al oeste del fuerte de Carrawburgh, a 10 km al este del fuerte de Great Chesters y a unos 3 km al noreste del fuerte de Vindolanda, en la calzada del Stanegate.
Es uno de los fuertes mejor conservados del Muro, ya que alberga la letrina comunitaria mejor conservada de la Britania romana, y tuvo un uso militar durante unos 300 años, probablemente desde 122 a 400 d. C. Fue reparado y reconstruido en varias ocasiones. La mayor parte de los restos de las murallas visibles en la actualidad datan de finales del reinado de Adriano, hacia 138 , y del siglo III. Hacia el sur y el este del campamento se desarrolló un asentamiento civil (vicus). 
En la puerta sur aún pueden verse los restos de una casa de campo fortificada (bastle) de finales de la Edad Media.
En la actualidad, el yacimiento es propiedad de la National Trust y su conservación corre a cargo de la asociación English Heritage. Los restos hallados en el fuerte se exhiben en el museo del lugar, en el museo de Chesters y en el Great North Museum: Hancock de Newcastle upon Tyne.

## Nombre
El nombre del fuerte aparece citado como Vercovicium, Borcovicus,  Borcovicium, y Velurtion. Se cree que una inscripción con las letras VER encontrada en Housesteads corresponde a la abreviatura de Ver(covicianorum); las letras ver serían sustituidas por bor en el latín tardío.
Su nombre moderno proviene de la granja de Housesteads, del siglo XVIII.

## Historia

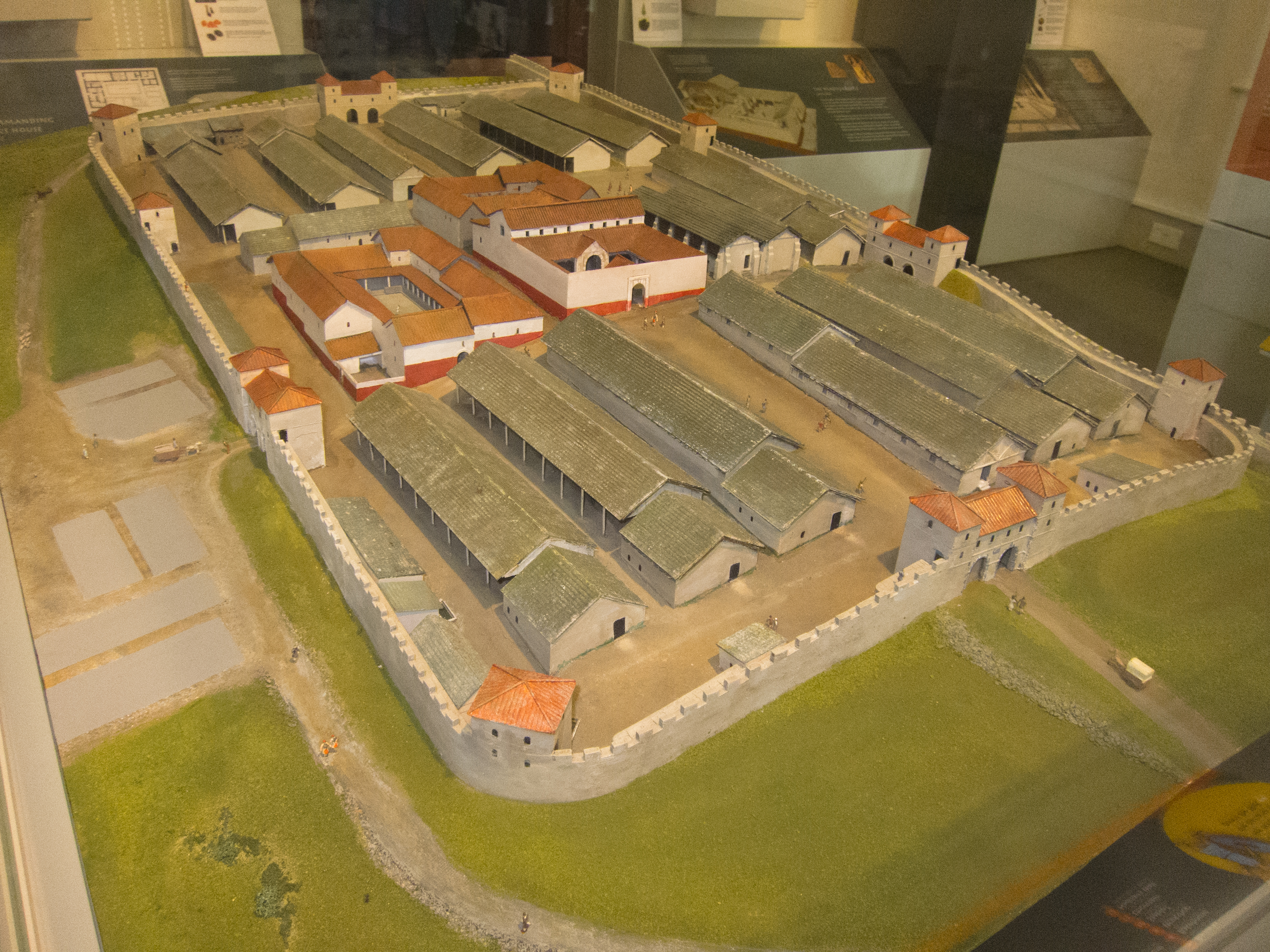
Maqueta del fuerte, que muestra su posible aspecto en el

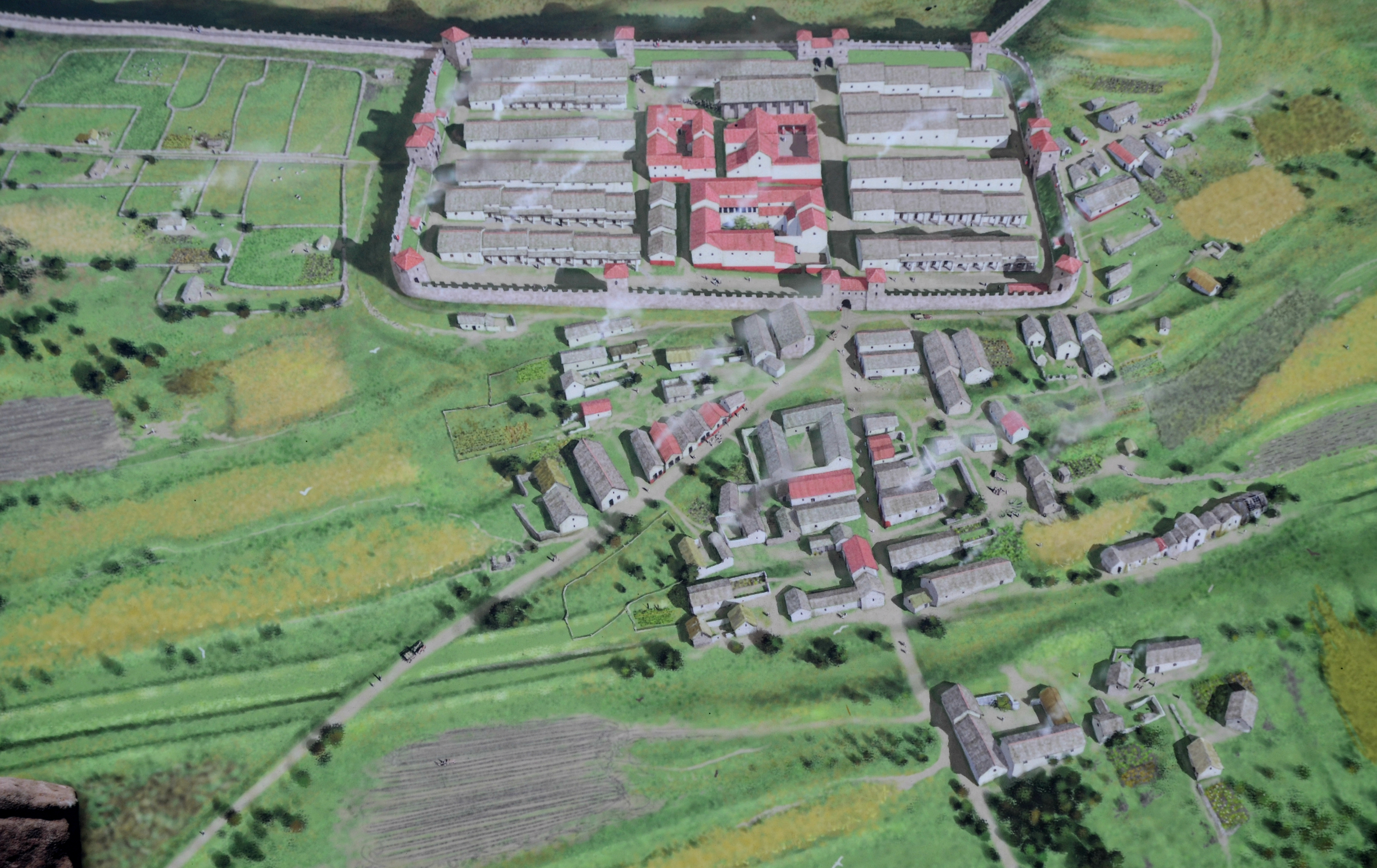
Representación del fuerte y el vicus en el

El Muro de Adriano se empezó a construir en el año 122 y para su defensa no se contemplaba la construcción de fuertes, sino pequeños castillos miliares, compuestos por dos torretas y una puerta fortificada y situados a intervalos regulares de aproximadamente una milla romana. El fuerte romano de Housesteads comenzó como una simple torreta, actualmente denominada Torreta 36B, pero antes de finalizar las obras se tomó la decisión de construir fuertes en el propio Muro a intervalos de unas siete millas. Así, en torno al año 124 la torreta 36B fue demolida para dar paso al fuerte de piedra. Éste fue sometido a varias reparaciones y reconstrucciones; a finales del siglo III y principios del IV se llevó a cabo una importante remodelación consistente en la edificación de torres intermedias en las murallas, un enorme horreum (almacén) y nuevos barracones.
Al sur, en el exterior de la fortaleza, existía un importante asentamiento civil (vicus), del que aún hoy pueden observarse algunos cimientos de piedra. Fue abandonado en torno al año 270, antes de la reconstrucción del fuerte.
Se trata de un fuerte atípico en Gran Bretaña, ya que carecía de suministro de agua corriente y dependía de la recogida de agua de lluvia, que se realizaba a través de una serie de grandes cisternas revestidas de piedra situadas en la periferia de las defensas. También posee una de las letrinas de piedra mejor conservadas de la Britania romana.

## Descripción

### Murallas y puertas
La línea de la muralla del fuerte, que en su origen estaba soportada por un terraplén de tierra, está casi completamente expuesta. En el interior, la muralla podría haber alcanzado los 4,2 metros de altura hasta el camino de ronda.
Se conservan restos de las cuatro puertas, una a cada lado. A finales de la época romana, las puertas oeste y norte estaban cegadas. La puerta oeste es una de las mejor conservadas del Muro de Adriano.
En el siglo IV, la muralla se reforzó en varios lugares con una serie de torres intermedias. Sin embargo, hay indicios de que a finales del siglo IV parte de la muralla de piedra se derrumbó y fue sustituida por un terraplén de tierra y una empalizada de madera.
Junto a la puerta sur se encuentran los restos de una casa de campo fortificada de finales de la Edad Media, o bastle.

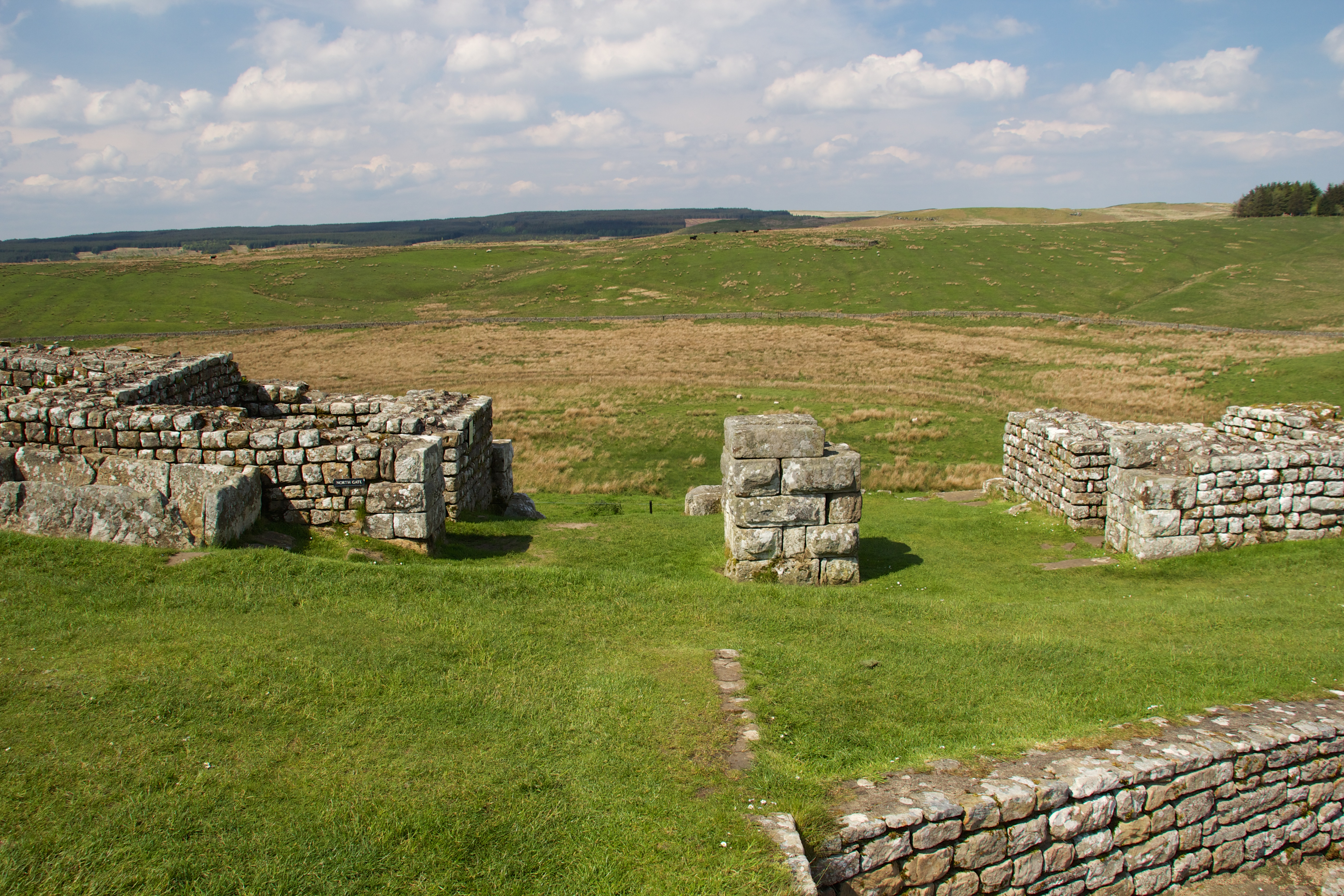
Puerta norte.
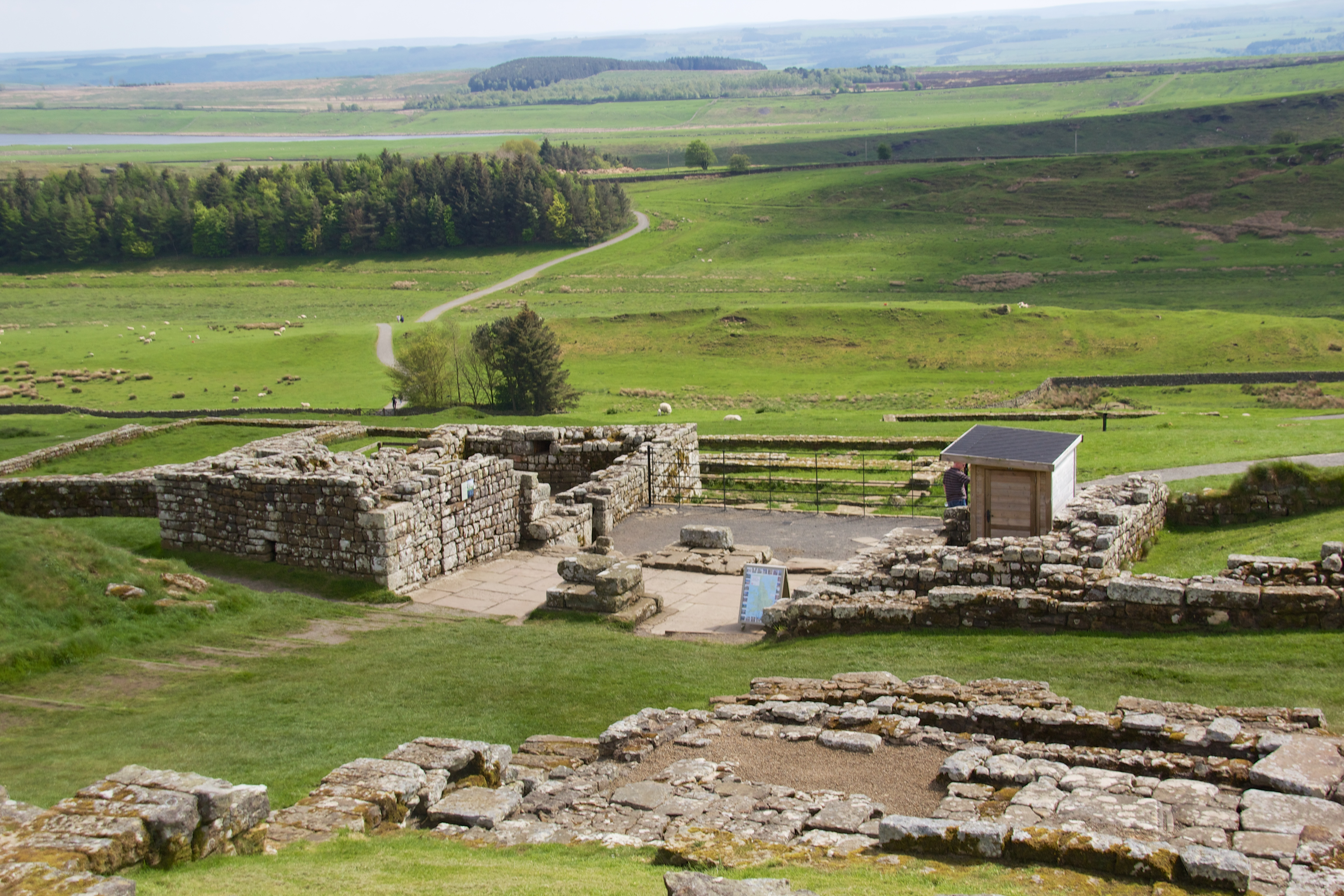
Puerta sur, vista desde el norte.
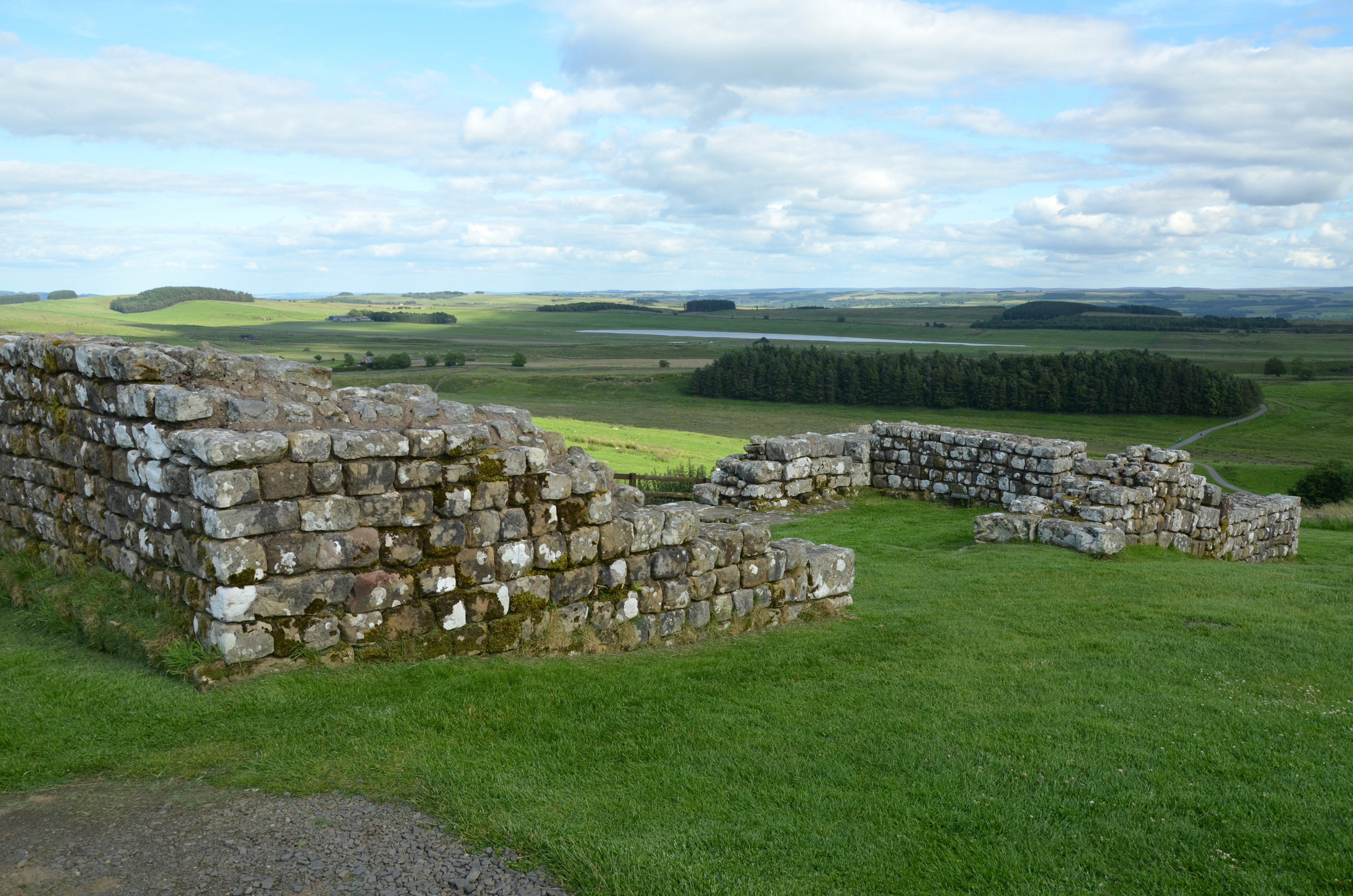
La puerta este (porta praetoria), que conduce directamente al edificio del cuartel general.

### Interior del fuerte

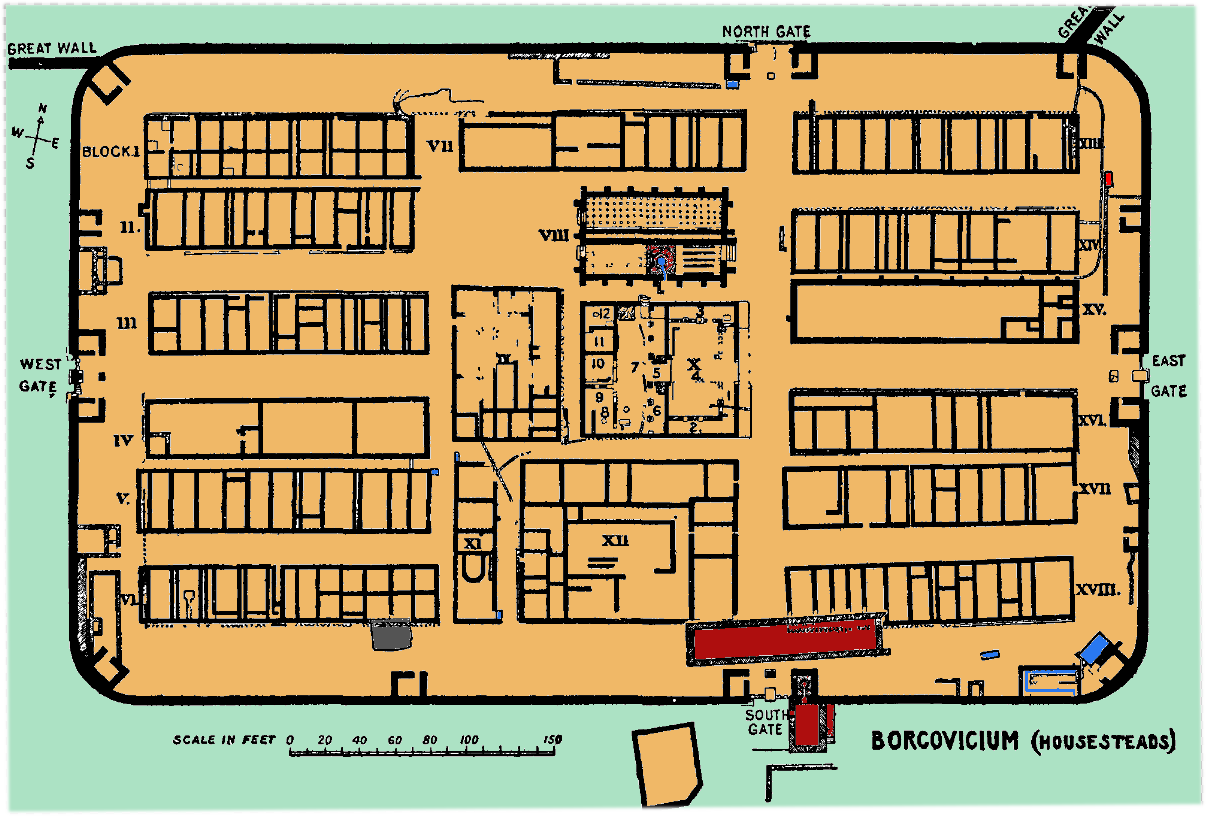
Plano del fuerte

El interior estaba distribuido siguiendo una planta reticular regular. En la parte central se encontraban el cuartel general (principia), la casa del comandante (praetorium) y los graneros (horrea). También hay un gran edificio con patio que podría haber sido un hospital (valetudinarium). A ambos lados había al menos 10 barracones, de los que se conservan los restos de dos de ellos, visibles en la parte noreste.
Todos estos edificios sufrieron diversas modificaciones a lo largo de la época romana y, en el siglo IV, el hospital y la mayoría de los graneros se habían convertido en viviendas.
El edificio 15, situado cerca de la puerta este, fue objeto de una amplia reconstrucción a finales del siglo III con el fin de convertirlo en un enorme almacén. Más tarde, se construyó una pequeña casa de baños en su extremo oriental, que probablemente habría sustituido a otra que se hallaba en el exterior del fuerte, en el valle oriental, en la otra orilla del arroyo Knag Burn.
En la esquina suroeste del fuerte se encuentran las letrinas comunales, en muy buen estado de conservación, que constituyen uno de los vestigios más destacados de la Britania romana.

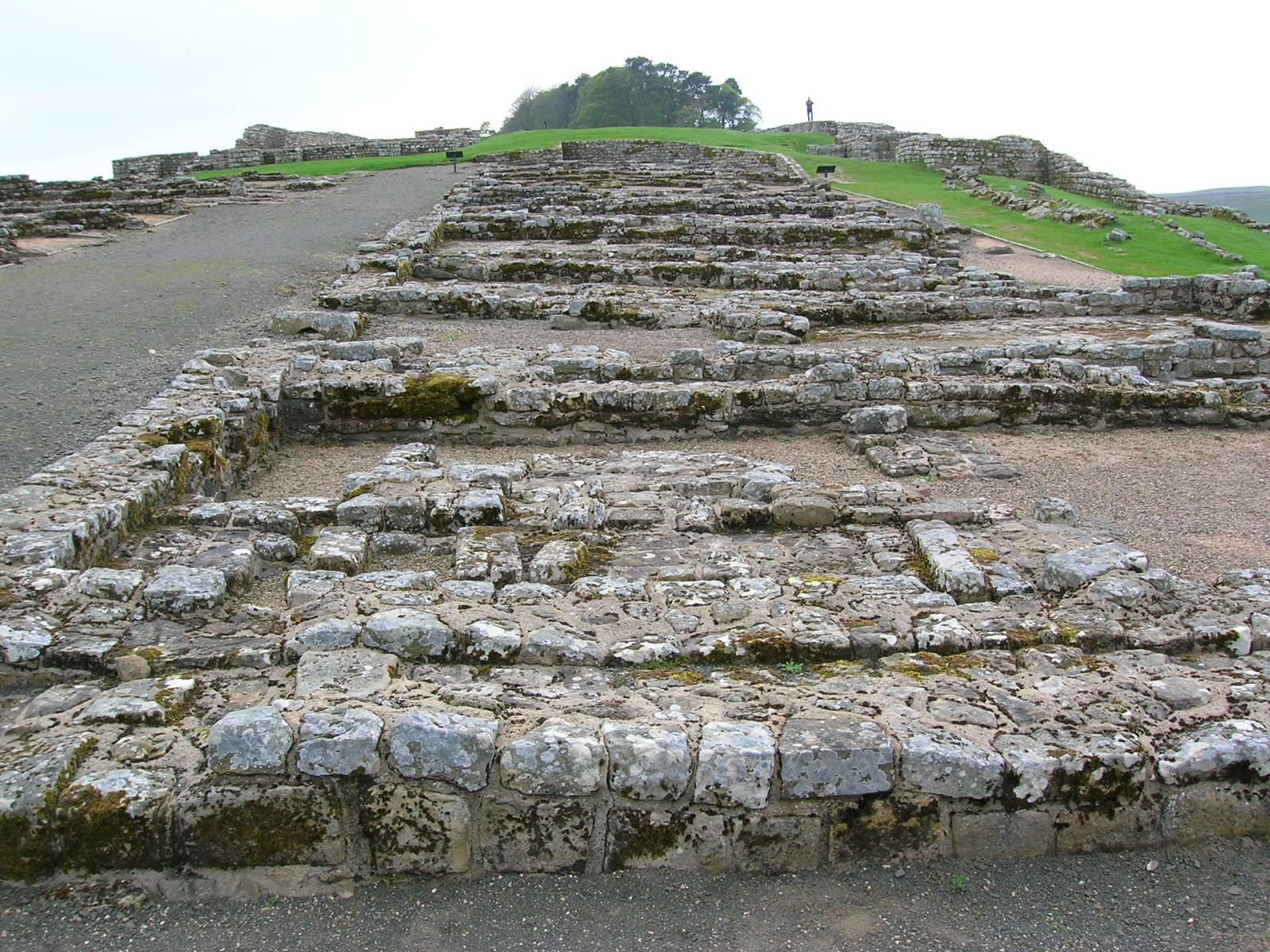
Serie norte de barracones de tropas.
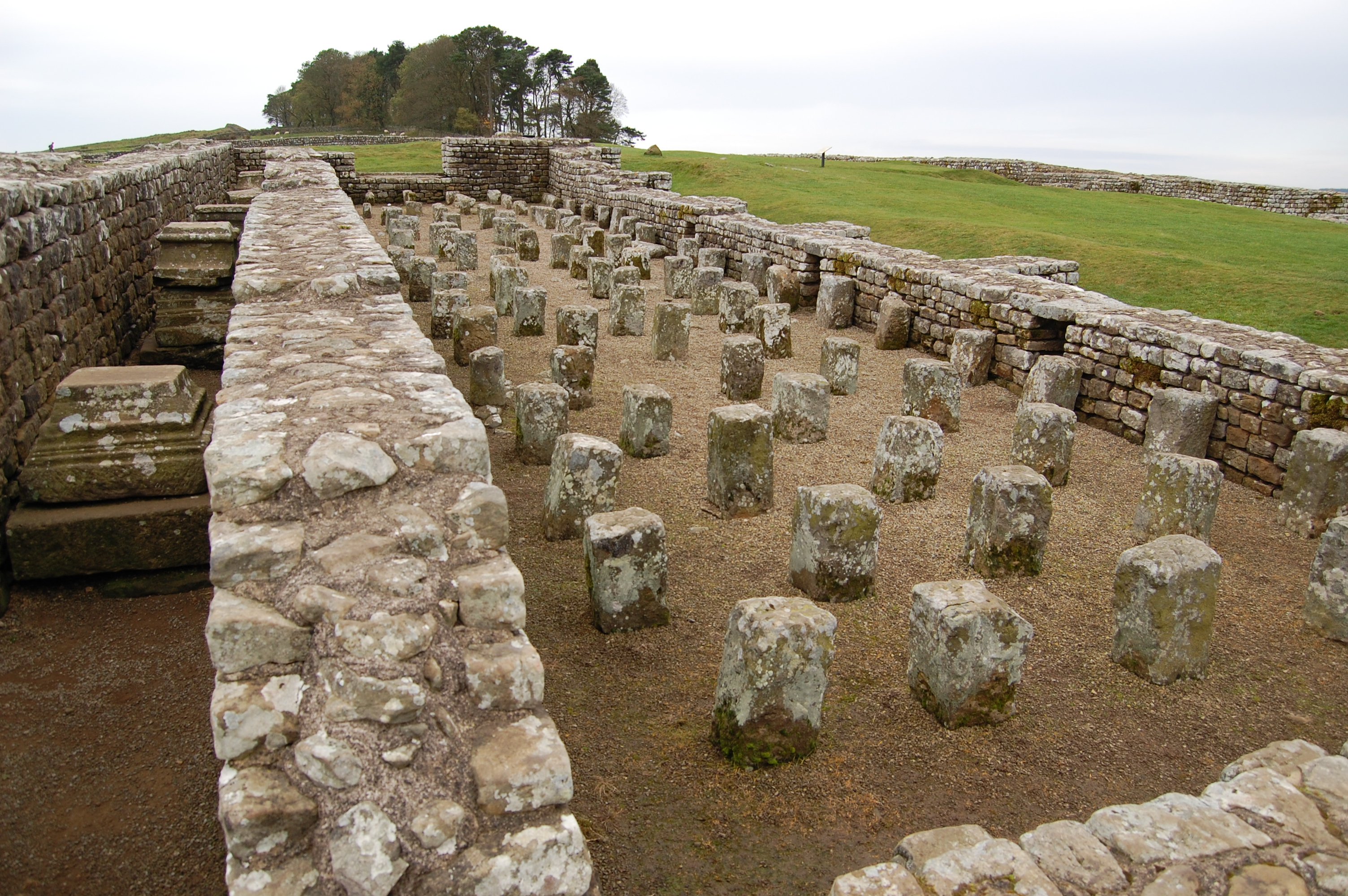
Granero. Los pilares soportaban un suelo elevado para conservar los alimentos secos y protegidos de las alimañas.
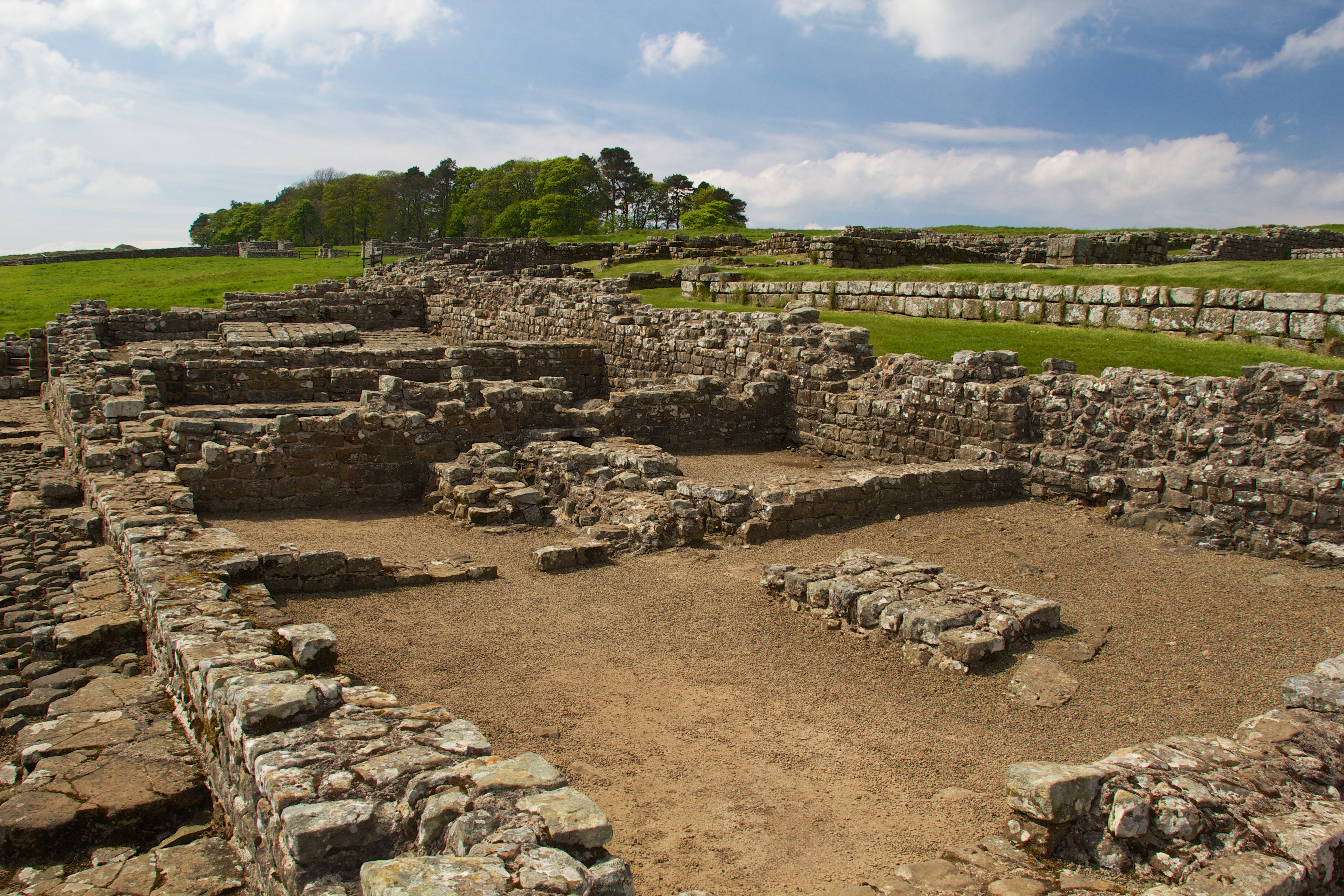
El pretorio o casa del comandante.
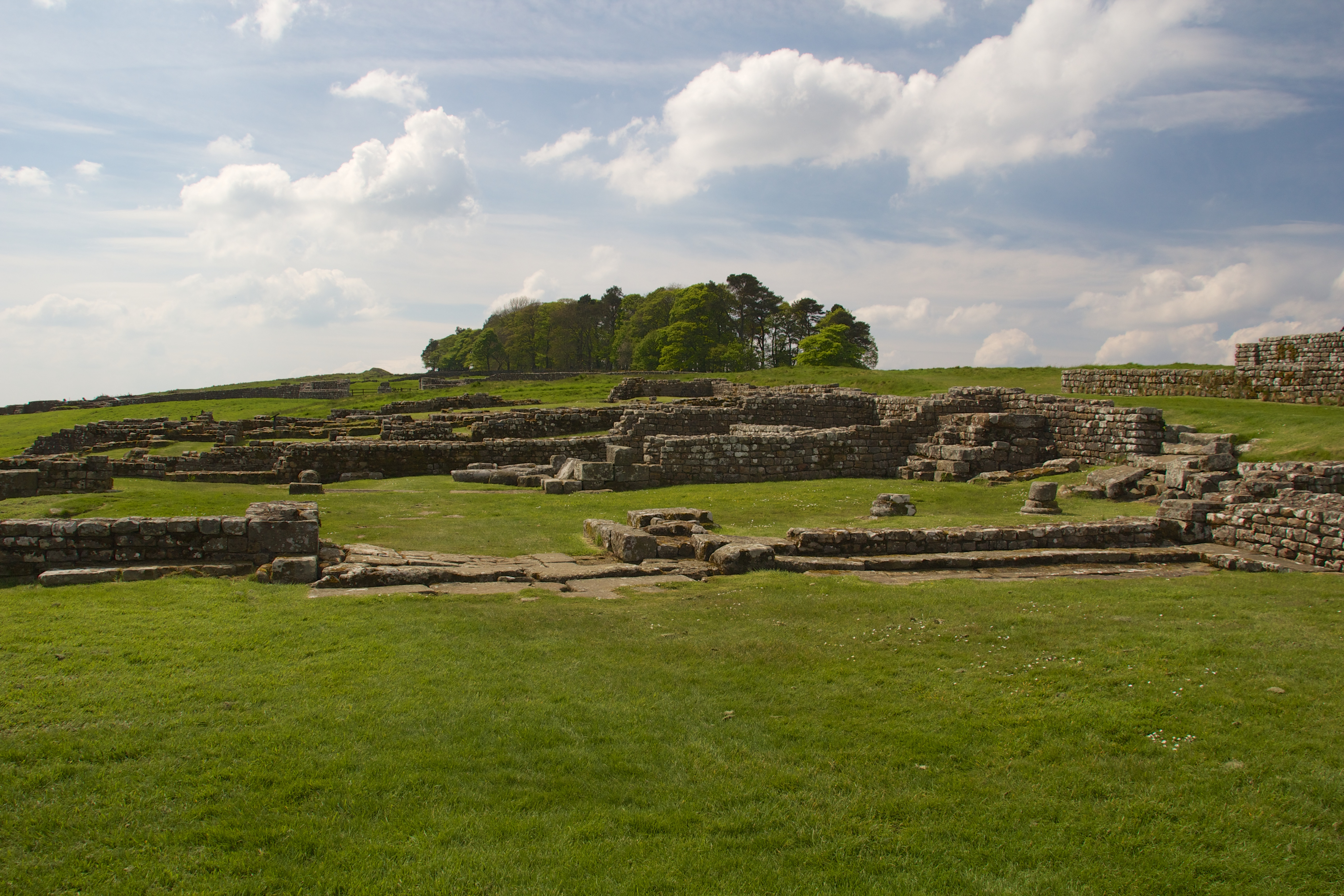
Principia (edificio del cuartel general).
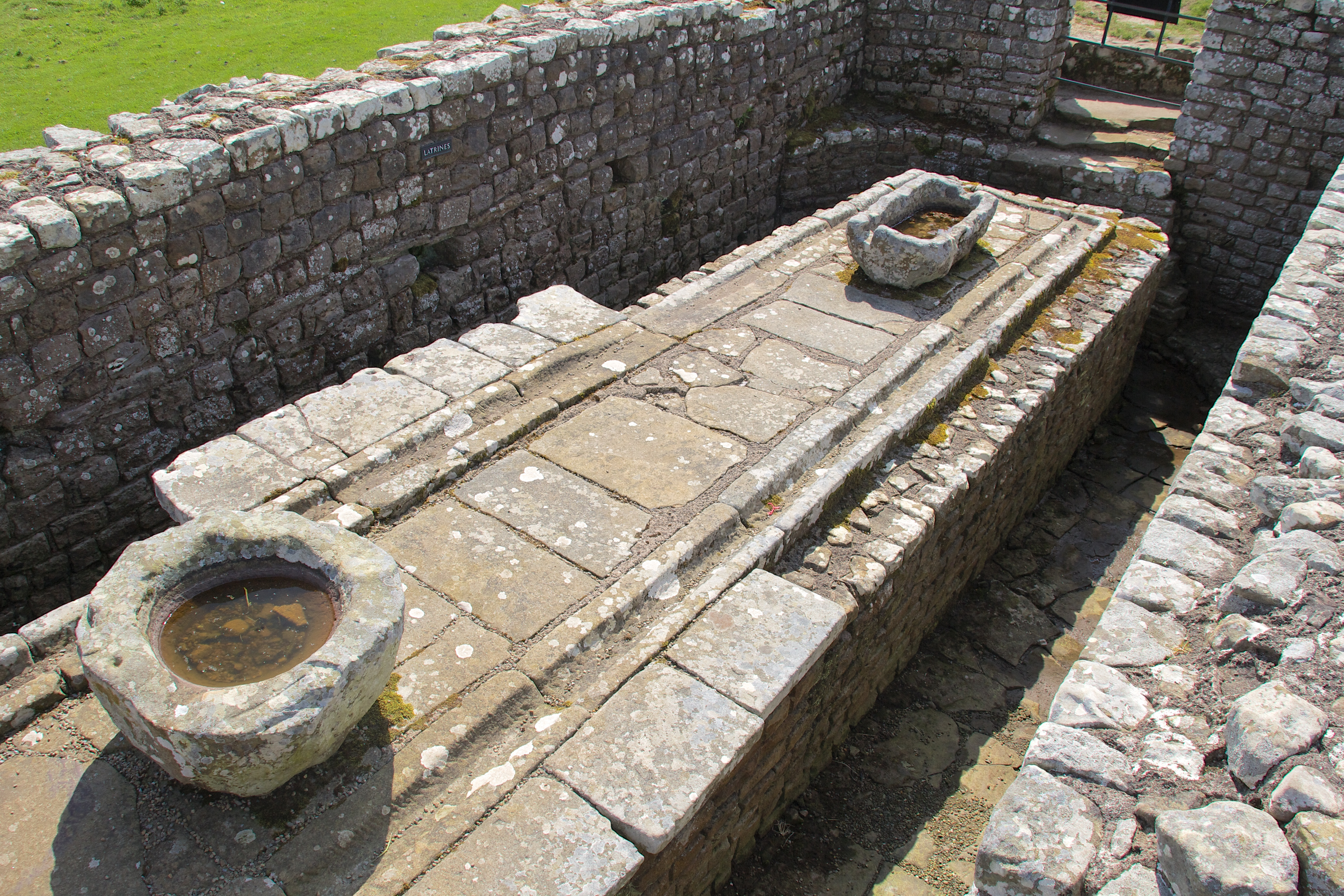
Letrinas. Estaban higiénicamente situadas en la esquina más baja del fuerte, y se abastecían de un depósito de agua situado en la parte posterior.

### Exterior del fuerte
Extramuros del fuerte existía un asentamiento civil (vicus). A ambos lados de la calzada que parte de la puerta sur se pueden apreciar vestigios de viviendas, pero los estudios del terreno y las fotografías aéreas demuestran que el asentamiento se extendía en forma de un gran arco por los lados este y oeste del fuerte.
Se tiene constancia de la existencia de templos y otros edificios al norte de la Chapel Hill, y al oeste de ésta se ha excavado un mitreo, templo dedicado al dios Mitra. En las colinas que rodean el fuerte se conserva uno de los sistemas de campos de cultivo más extensos del norte de Inglaterra, cuyo origen se remonta a la época romana, probablemente posterior al año 200.

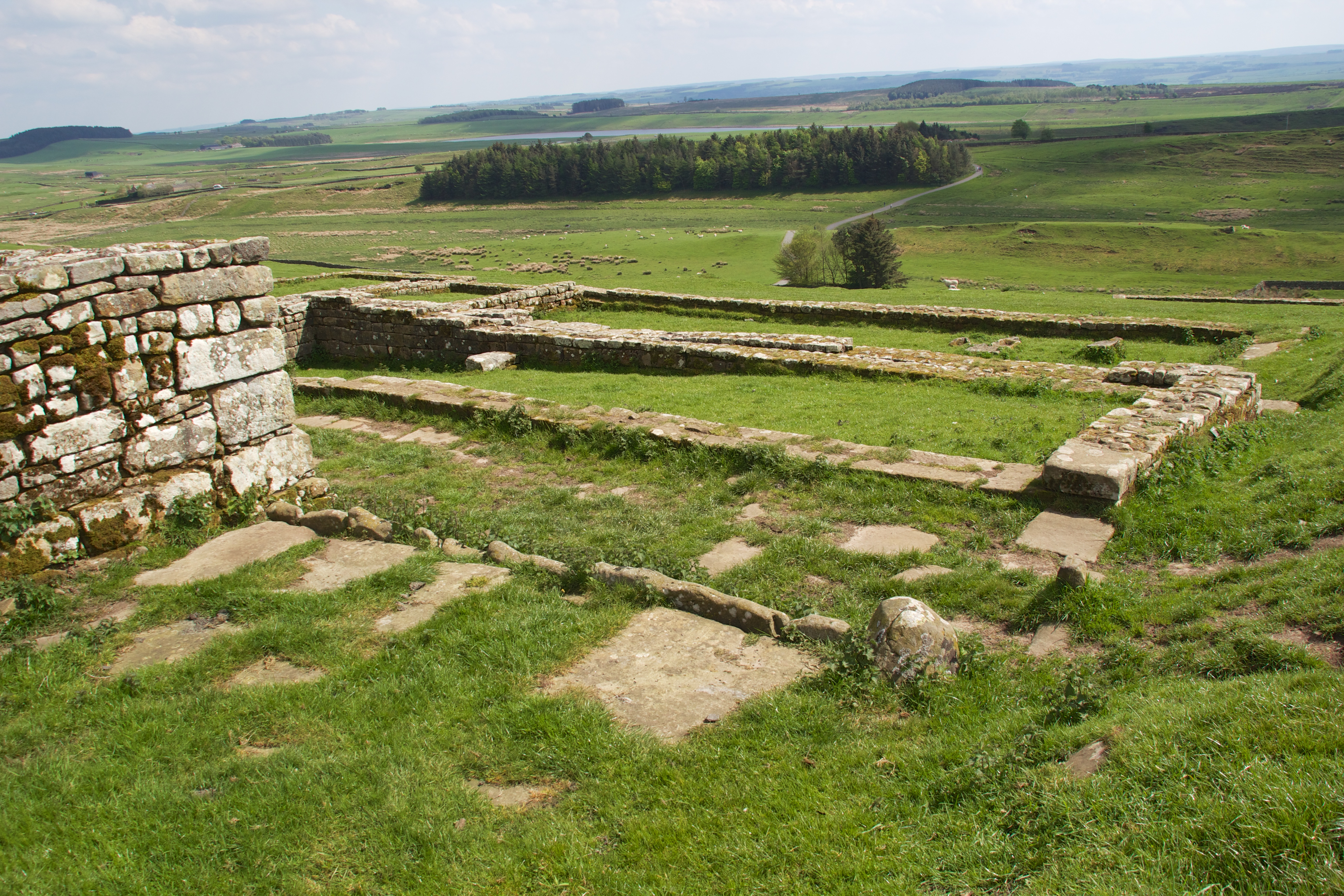
Ruinas de cuatro edificios del asentamiento civil (vicus) al sur del fuerte.
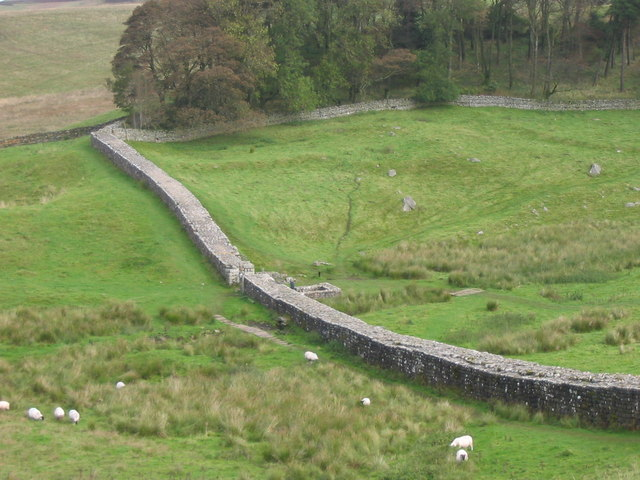
Sección del Muro de Adriano. Sale de la esquina noroeste de Housesteads en dirección noroeste.

## Guarnición
En el siglo II d. C., la guarnición estaba formada por una cohorte desconocida de infantería auxiliar de tamaño doble y un destacamento de legionarios de la Legio II Augusta. A partir de 205-208, estaba compuesta por la Cohors I Tungrorum, nominalmente de 1.000 hombres, a la que se sumaba el Numerus Hnaudifridi y el Cuneus Frisionum, una unidad de caballería frisona, donde cuneus hace referencia a una formación en cuña. Según la Notitia Dignitatum, los tungros seguían presentes en el siglo IV, pero en el año 409 los romanos ya se habían retirado.

## Excavaciones
Las primeras excavaciones fueron llevadas a cabo por el reverendo John Hodgson, en 1822 y 1830-1833. Se conservan registros de dichos trabajos en publicaciones y en sus cuadernos de notas. Durante el resto del siglo XIX, las investigaciones arqueológicas las realizó el anticuario de Newcastle John Clayton, que compró el yacimiento en 1838.
En la década de 1930, tras ser donado a la National Trust, Eric Birley dirigió las excavaciones del asentamiento civil (vicus) situado en el exterior del fuerte, aunque sólo se excavaron seis de los 27 edificios conocidos. El programa de excavaciones más intensivo se llevó a cabo entre 1974 y 1981 en la esquina noroeste del fuerte. Por vez primera, la excavación no se limitó a un edificio concreto, sino que abarcó también los caminos y las defensas adyacentes.